# Mary Dering
Lady Mary Dering, nata Harvey (Londra, 1629 – Pluckley, 7 febbraio 1705) è stata una nobildonna e compositrice inglese.

## Biografia
Figlia di Daniel Harvey ed Elizabeth Kynnersley, Mary Harvey fu battezzata a Croydon il 3 settembre 1629 e, presumibilmente, nacque quindi tra la fine di agosto e i primi di settembre di quell'anno. Il padre era un ricco mercante e un membro della Compagnia del Levante, mentre lo zio era il medico William Harvey.
La giovane fu educata alla scuola della signora Salmon ad Hackney, dove fu compagna di studi di Mary Aubrey (nipote di John) e di Katherine Philips. Nel 1645 sposò William Hauke, cugino e apprendista del padre; il matrimonio, celebrato senza il consenso paterno, fu rapidamente annullato. Il 5 aprile 1648 sposò il baronetto Sir Edward Dering, con cui ebbe diciassette figli, dieci dei quali sopravvissero fino all'età adulta.
Studiò musica con Henry Lawes, che le dedicò il suo Second book of airs nel 1655; nell'epistola dedicatoria che apre il volume, Lawes loda sia le doti canore che le composizioni originali di Lady Mary. Il volume contiene tre canzoni composte dalla stessa Dering ("When First I Saw Fair Doris' Eyes", "And is this All? What One Poor Kiss?" e  "A False Designe to be Cruel"), che furono le prime composizioni musicali ad opera di una donna a venir pubblicate in Inghilterra.
Rimasta vedova nel 1684, Lady Mary morì nel 1704 all'età di 74 anni e fu sepolta a Pluckley, nel Kent.